# Microrregión de Montes Claros
La microrregión de Montes Claros es una de las  microrregiones del estado brasileño de Minas Gerais perteneciente a la mesorregión  Norte de Minas. Su población fue estimada en 2006 por el IBGE en 588.321 habitantes y está dividida en 22 municipios. Posee un área total de 22.248,177 km².

## Municipios
- Brasília de Minas
- Campo Azul
- Capitão Enéas
- Claro dos Poções
- Coração de Jesus
- Francisco Sá
- Glaucilândia
- Ibiracatu
- Japonvar
- Juramento
- Lontra
- Luislândia
- Mirabela
- Montes Claros
- Patis
- Ponto Chique
- São João da Lagoa
- São João da Ponte
- São João do Pacuí
- Ubaí
- Varzelândia
- Verdelândia

- Datos: Q2455582